# Giovanni Cristoforo Romano
Giovanni Cristoforo Romano, o Gian Cristoforo Romano (Roma, 11 maggio 1456 – Loreto, 31 maggio 1512), è stato uno scultore e medaglista italiano.

## Biografia
Figlio di Isaia da Pisa, Gian Cristoforo fu probabilmente allievo di Andrea Bregno, anche se le sue prime opere documentate sono dei lavori di minore entità nel Palazzo ducale di Urbino, dove collaborò con Ambrogio Barocci da Milano (ante 1482).
Di seguito lavorò come medaglista presso le corti di Ferrara e Mantova, dove fu particolarmente apprezzato dalla marchesa Isabella d'Este.
Nel 1491 si recò a Milano alla corte di Ludovico il Moro, che aveva sposato Beatrice d'Este, sorella minore della marchesa di Mantova. Il duca di Milano gli affidò un'importantissima commissione: la tomba di Gian Galeazzo Visconti alla Certosa di Pavia, che Gian Cristoforo realizzò in collaborazione con Benedetto Briosco e che portò una ventata di misurato classicismo nella scultura lombarda dell'epoca, caratterizzata dal fasto, dall'horror vacui e dal crudo espressionismo di Giovanni Antonio Amadeo e Antonio Mantegazza.
Alla caduta degli Sforza (1499) l'artista tornò a lavorare per Isabella d'Este, che gli commissionò diverse, raffinatissime medaglie e la preziosa porta marmorea del suo studiolo nel palazzo Ducale di Mantova.
Successivamente soggiornò a Roma (chiamato da Giulio II), Napoli, Cremona (dove eseguì la tomba Trecchi a Sant'Agata) nuovamente Milano e Urbino. Una nuova commissione di Isabella d'Este (la tomba della beata Osanna Andreasi per la chiesa mantovana di S. Domenico) non ebbe esito.
Verso l'inizio del 1512, poco prima di morire, l'artista è documentato al santuario di Loreto, dove eseguì opere non meglio precisabili.

## Opere conosciute
- Busto di Beatrice d'Este, conservato al Museo del Louvre (Francia)
- Busto di Caterina Cornaro, 1505, Detroit Institute of Arts (Stati Uniti)
- Busto di donna, potrebbe essere Isabella d'Este, Kimbell Art Museum, Fort Worth, Texas (Stati Uniti)
- Busto di Girolamo Andreasi,[1] Museo Bardini di Firenze (Italia)
- Studiolo di Isabella d'Este, Palazzo Ducale a Mantova (Italia)
- Medaglione di Isabella d'Este Gonzaga del 1498. Fece anche una versione in oro nel 1505. Münzkabinett (Vienna) (Austria)
- Tomba di Gian Galeazzo Visconti, nella Certosa di Pavia (Italia).

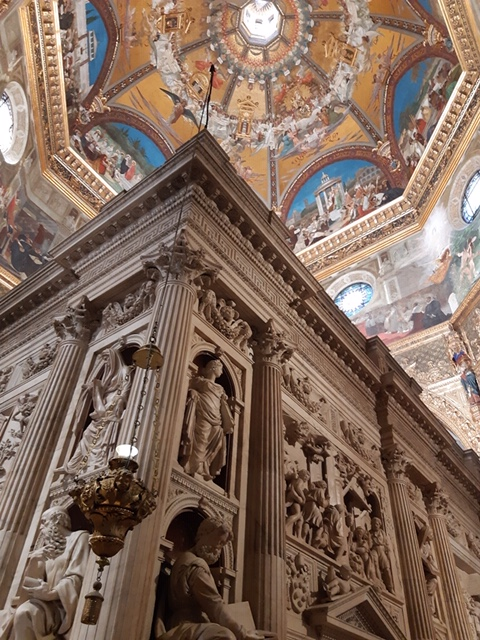
Rivestimento marmoreo della Santa Casa di Loreto
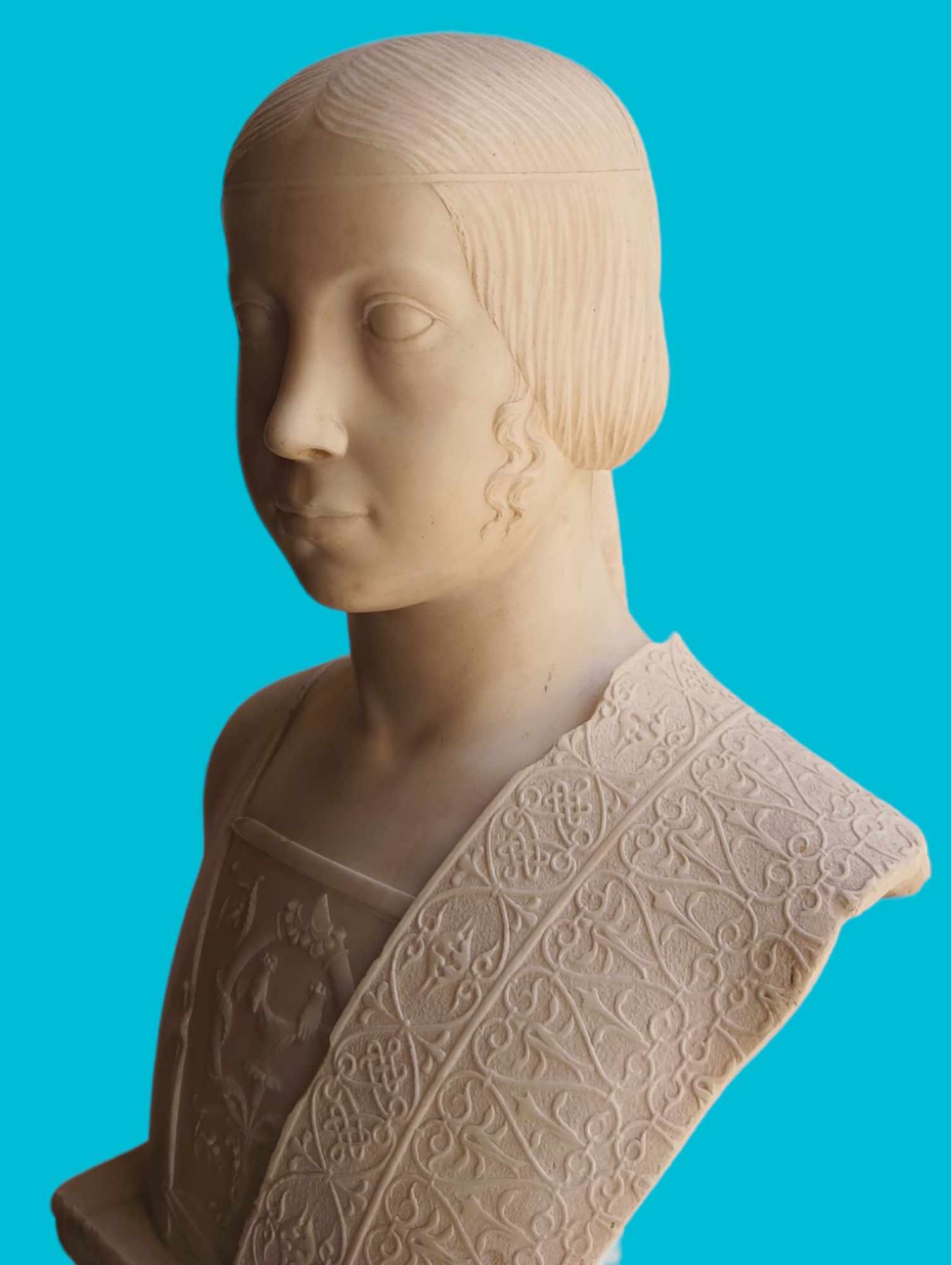
Busto di Beatrice d'Este, Louvre
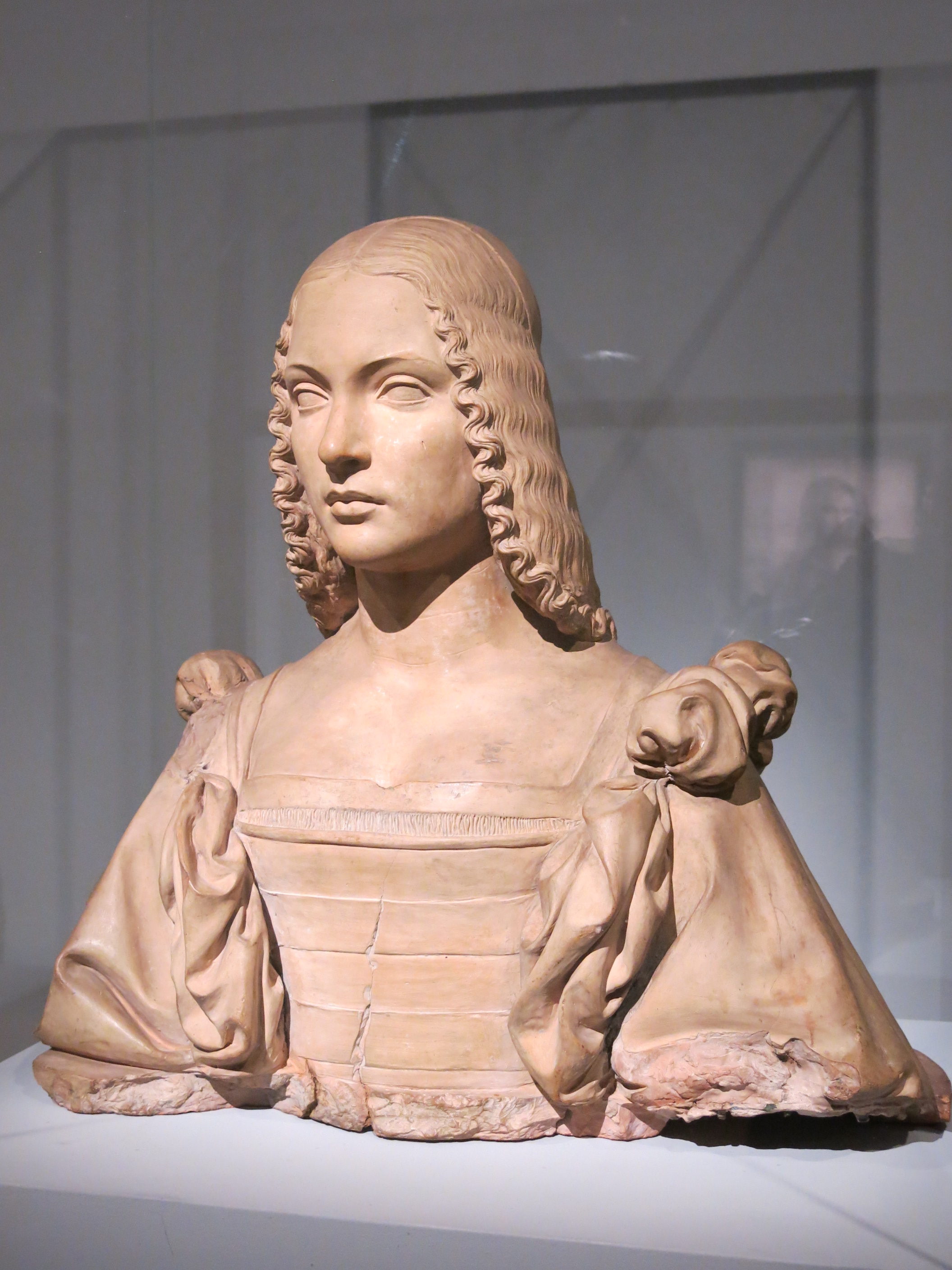
Busto di donna, 1500 ca.
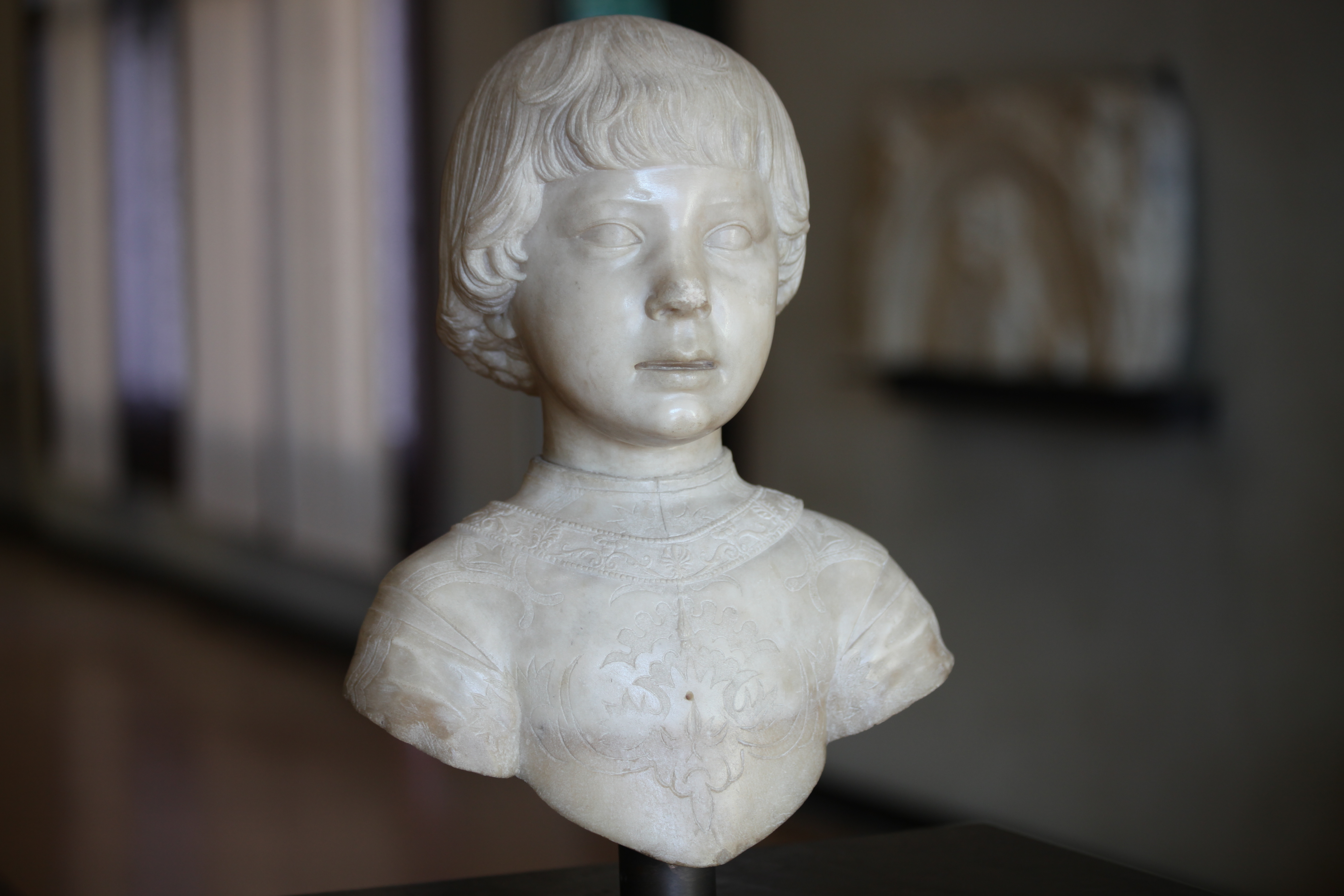
Busto di fanciullo
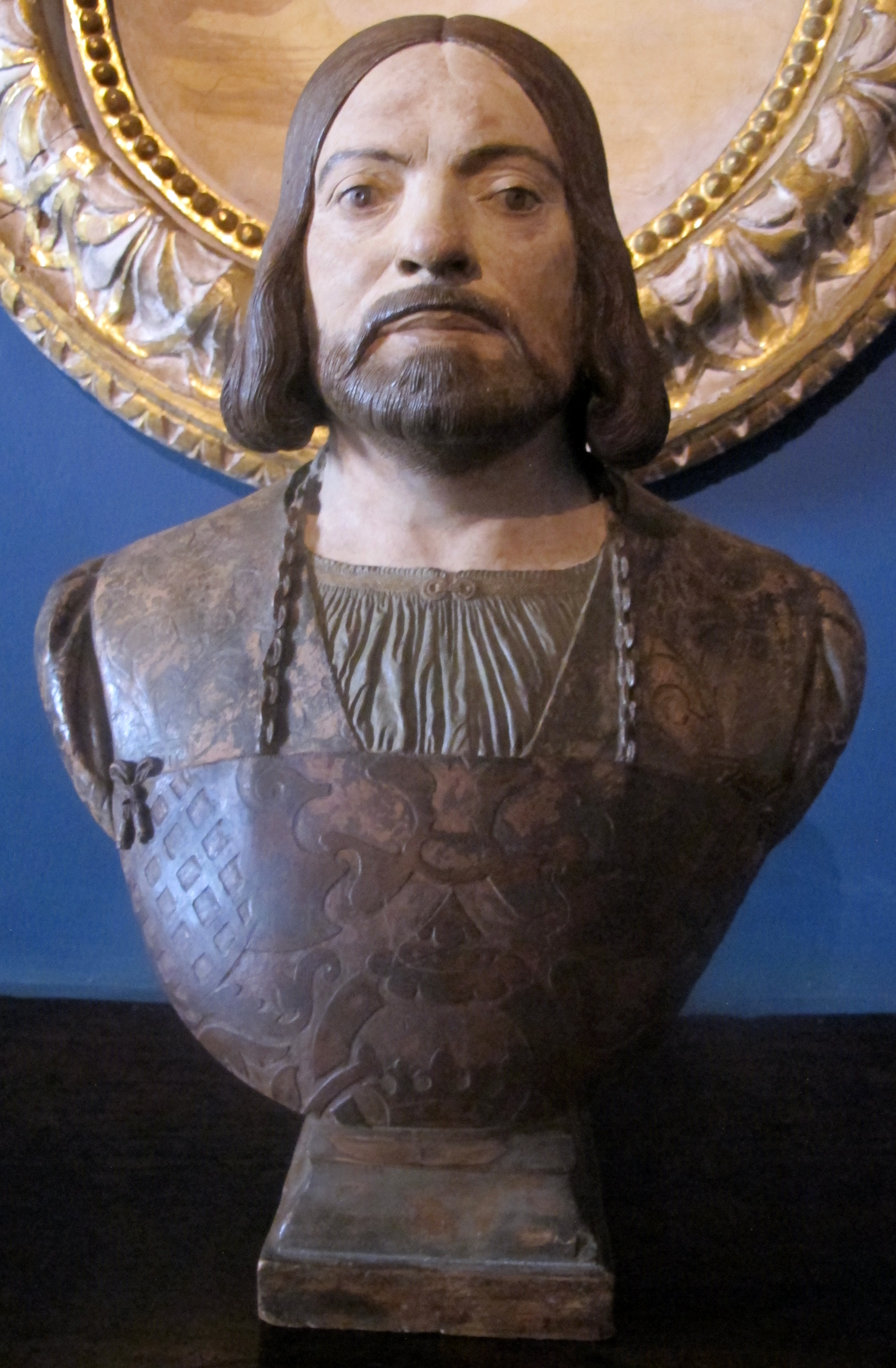
Girolamo Andreasi.
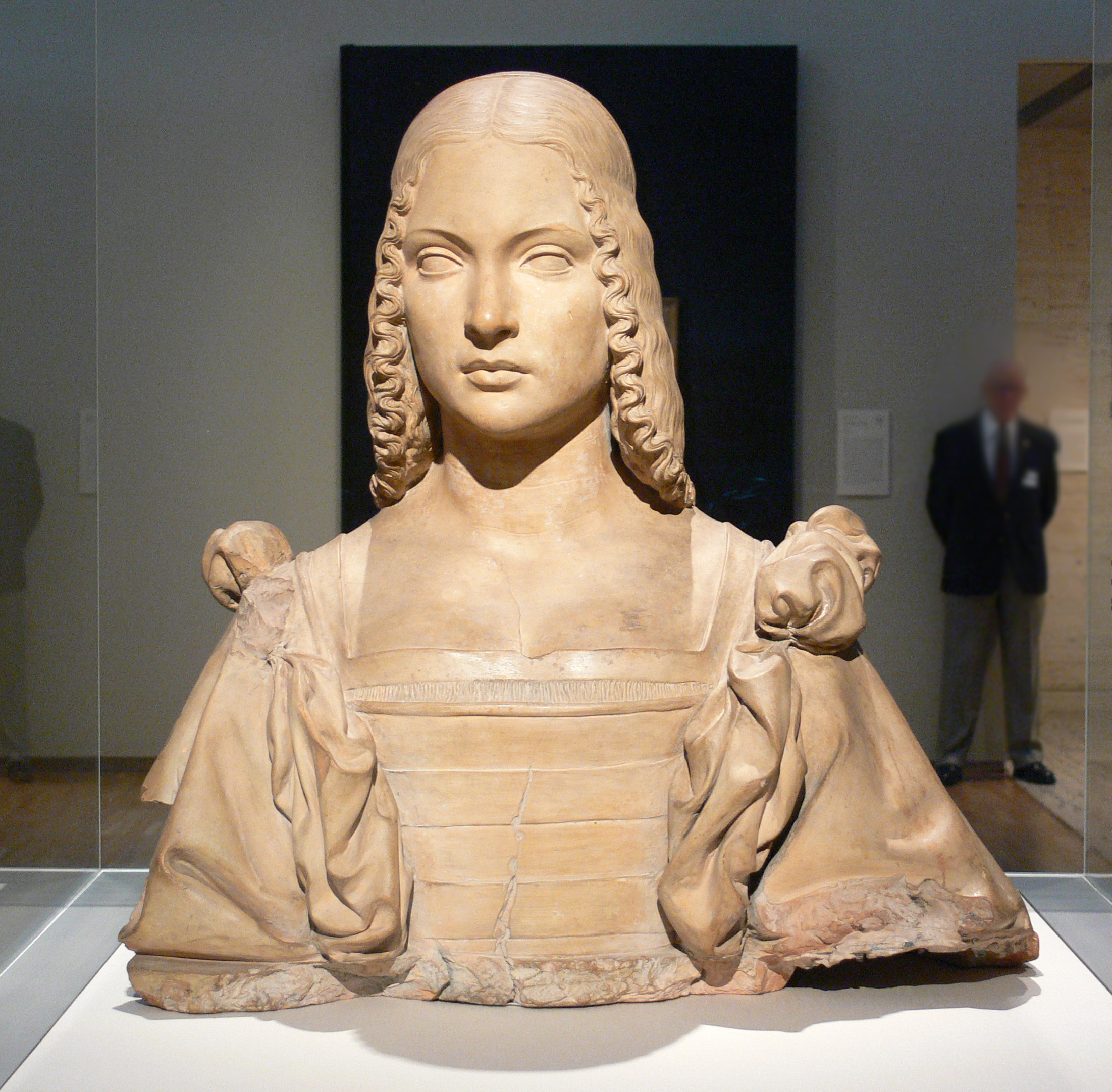
Ritratto di donna
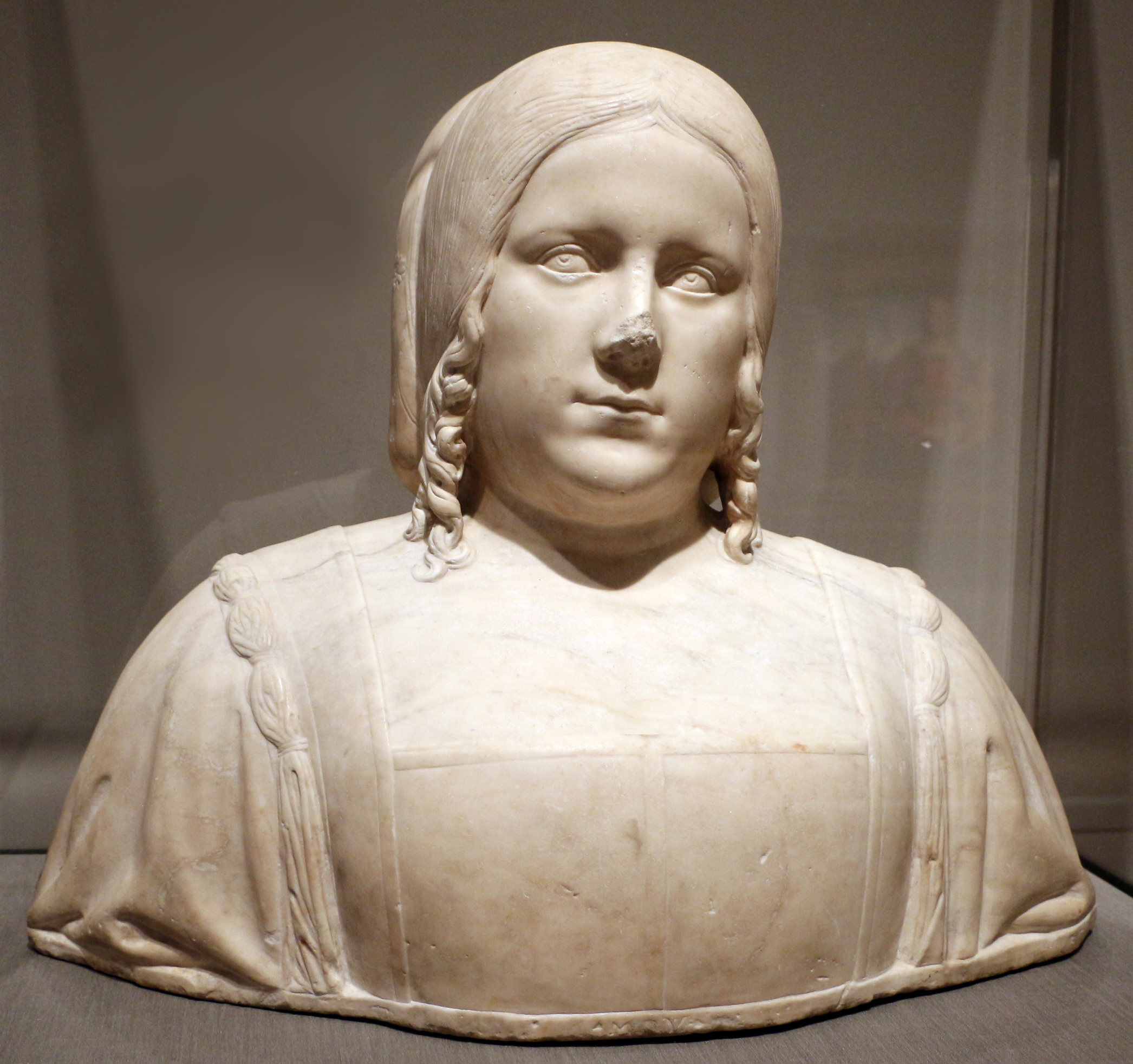
Caterina Cornaro, Regina di Cipro, 1505
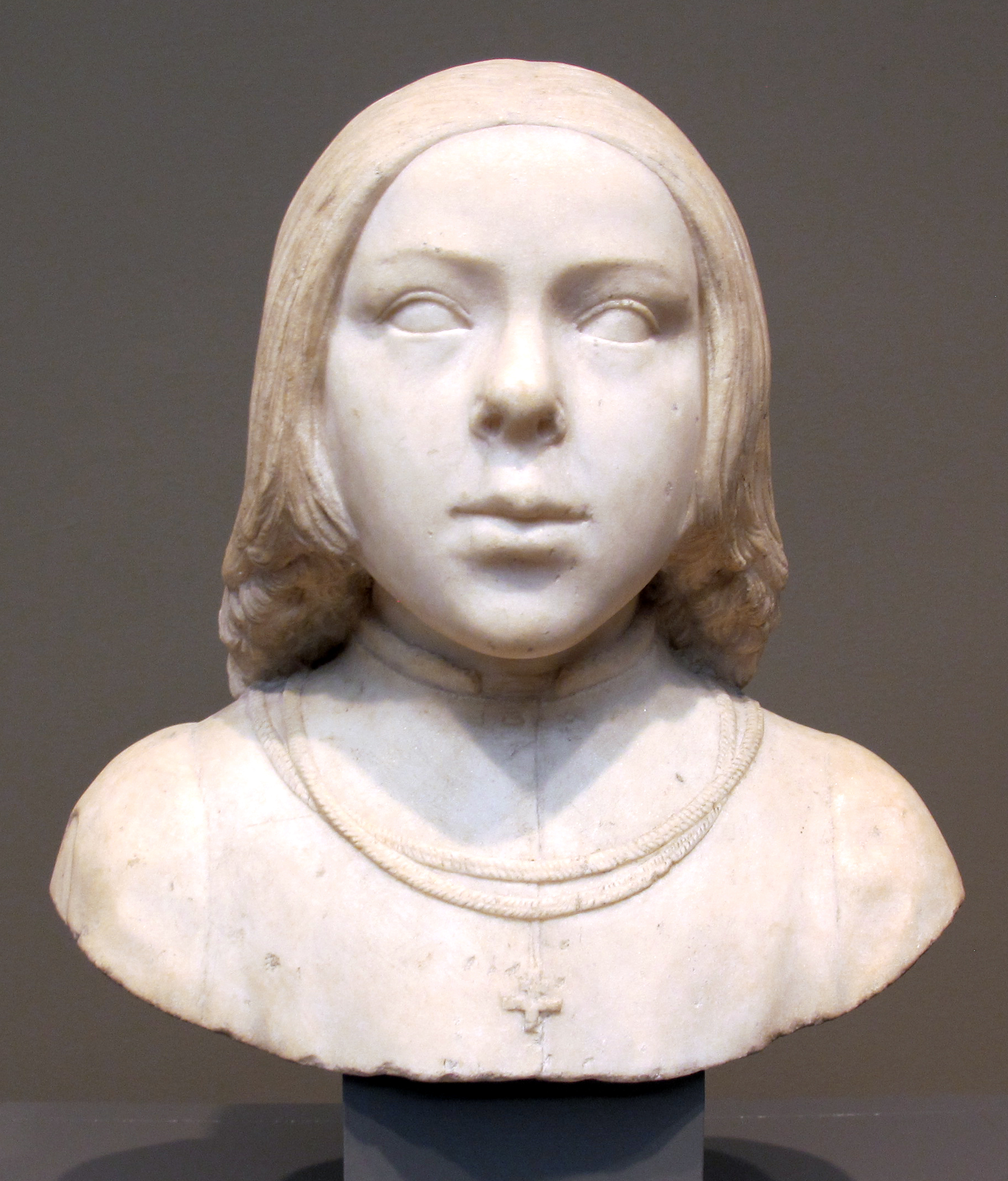
Giovane uomo, 1490/1510 (attribuzione).
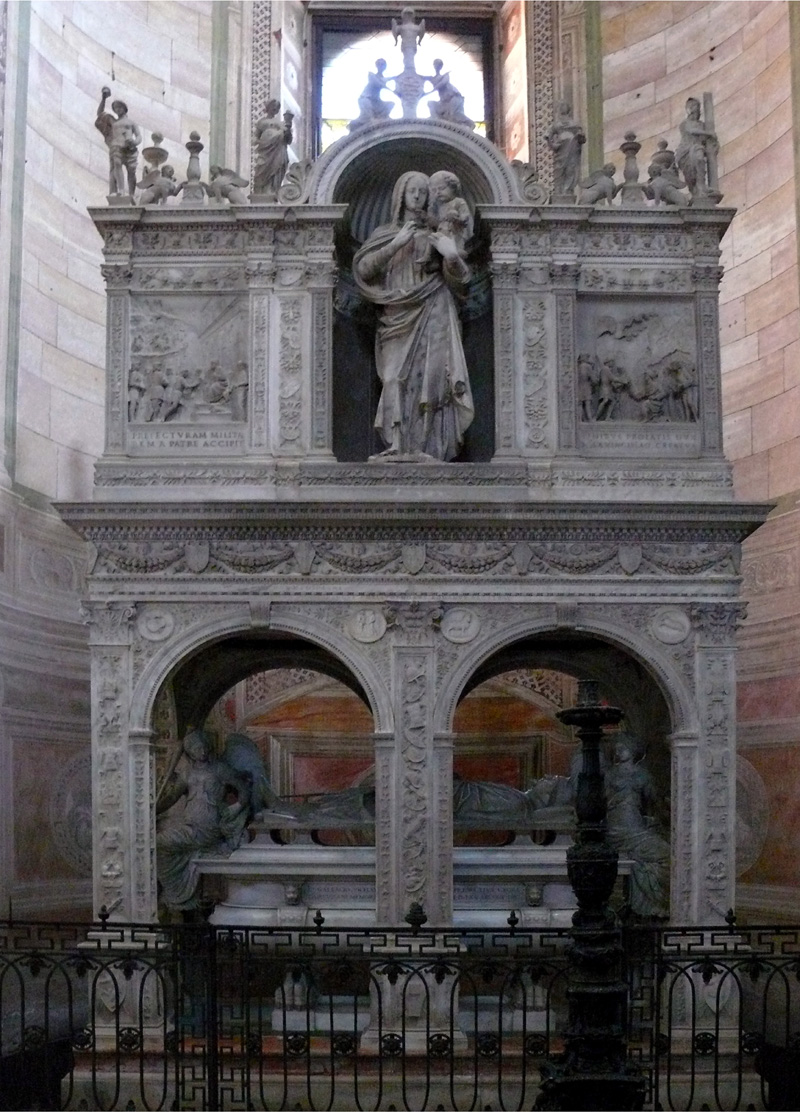
Tomba di Gian Galeazzo Visconti, nella Certosa di Pavia
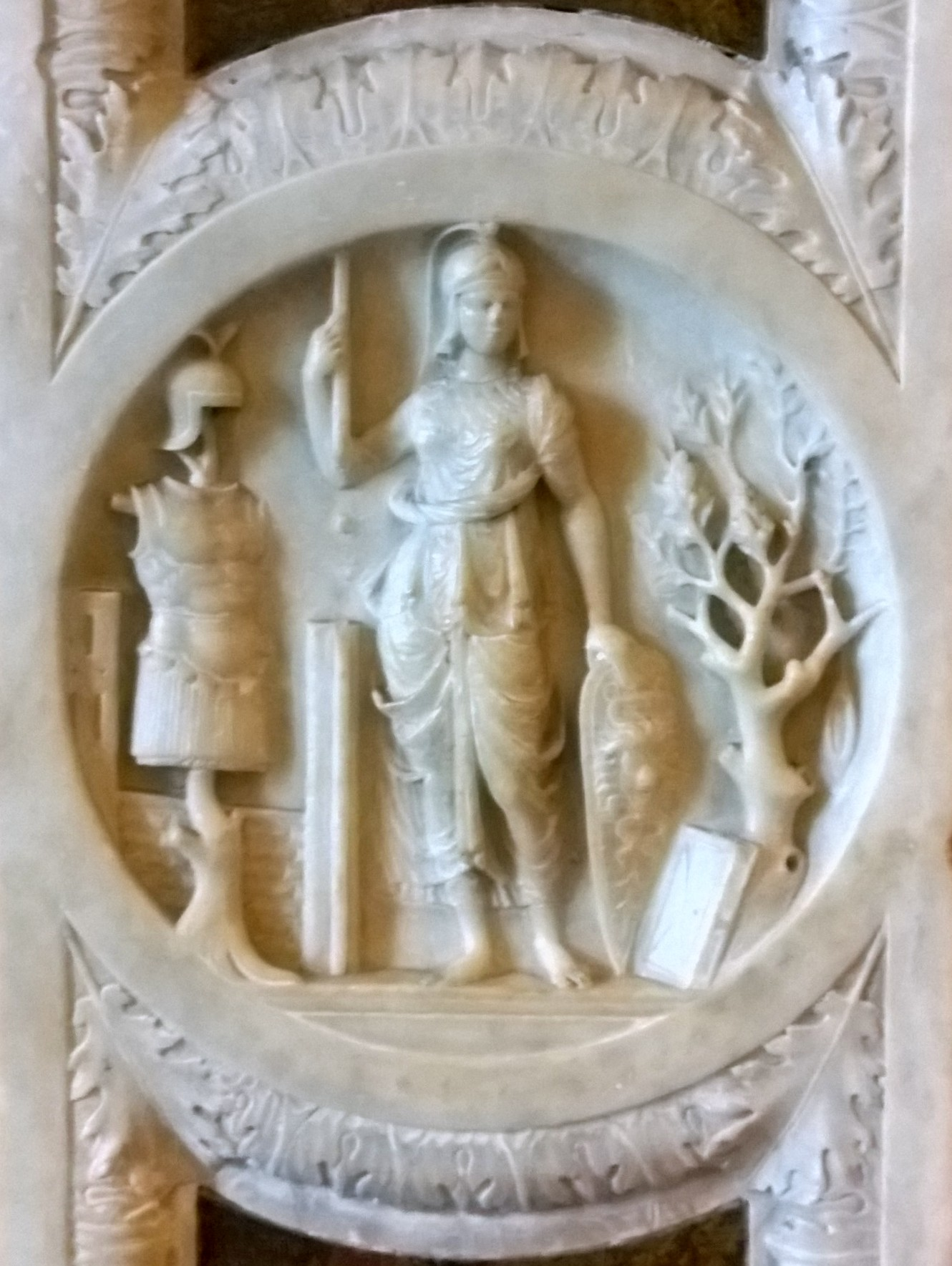
Minerva, Studiolo di Isabella d'Este, Palazzo Ducale di Mantova
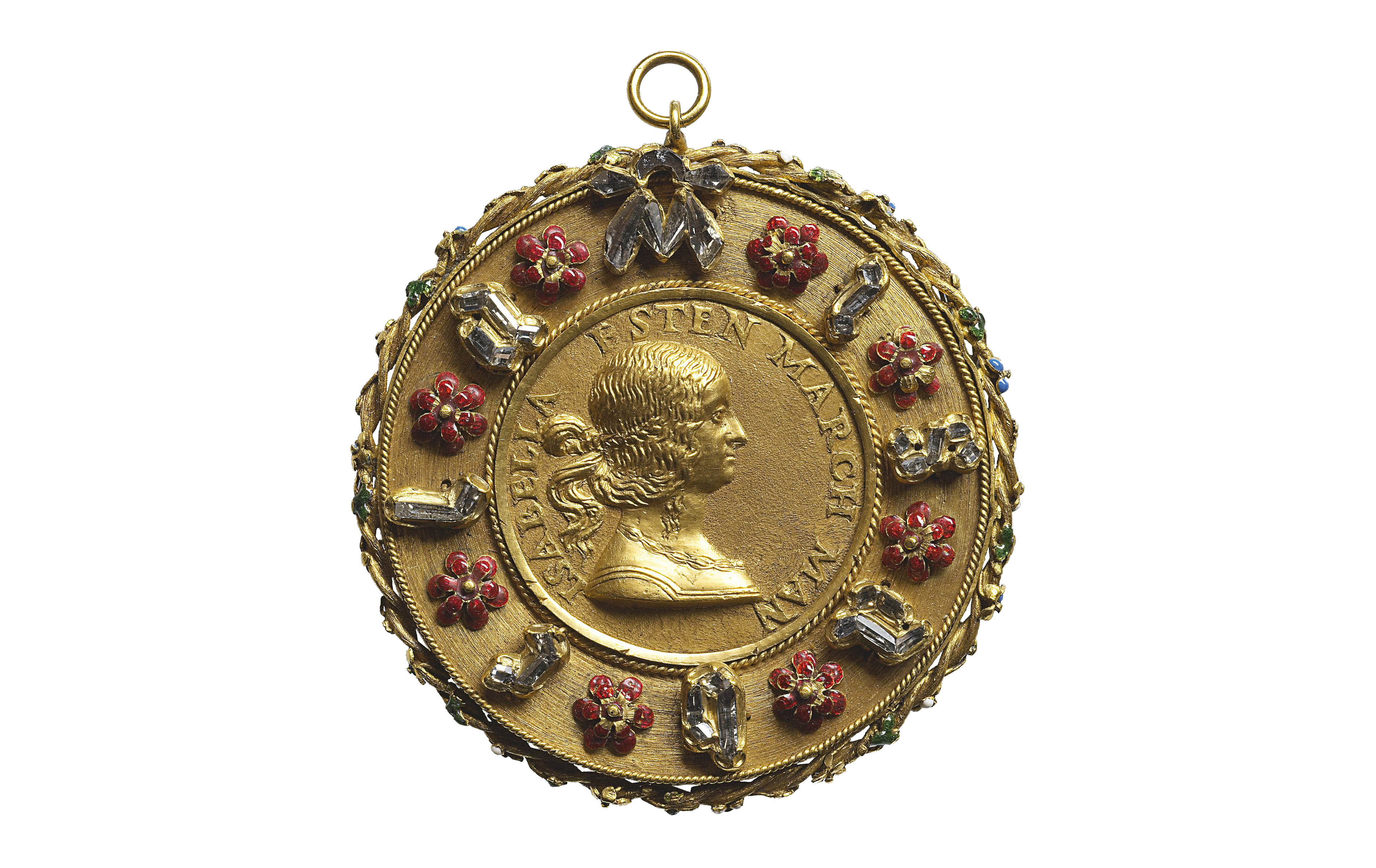
Medaglione di Isabella d'Este, 1505 ca., Münzkabinett (Vienna)
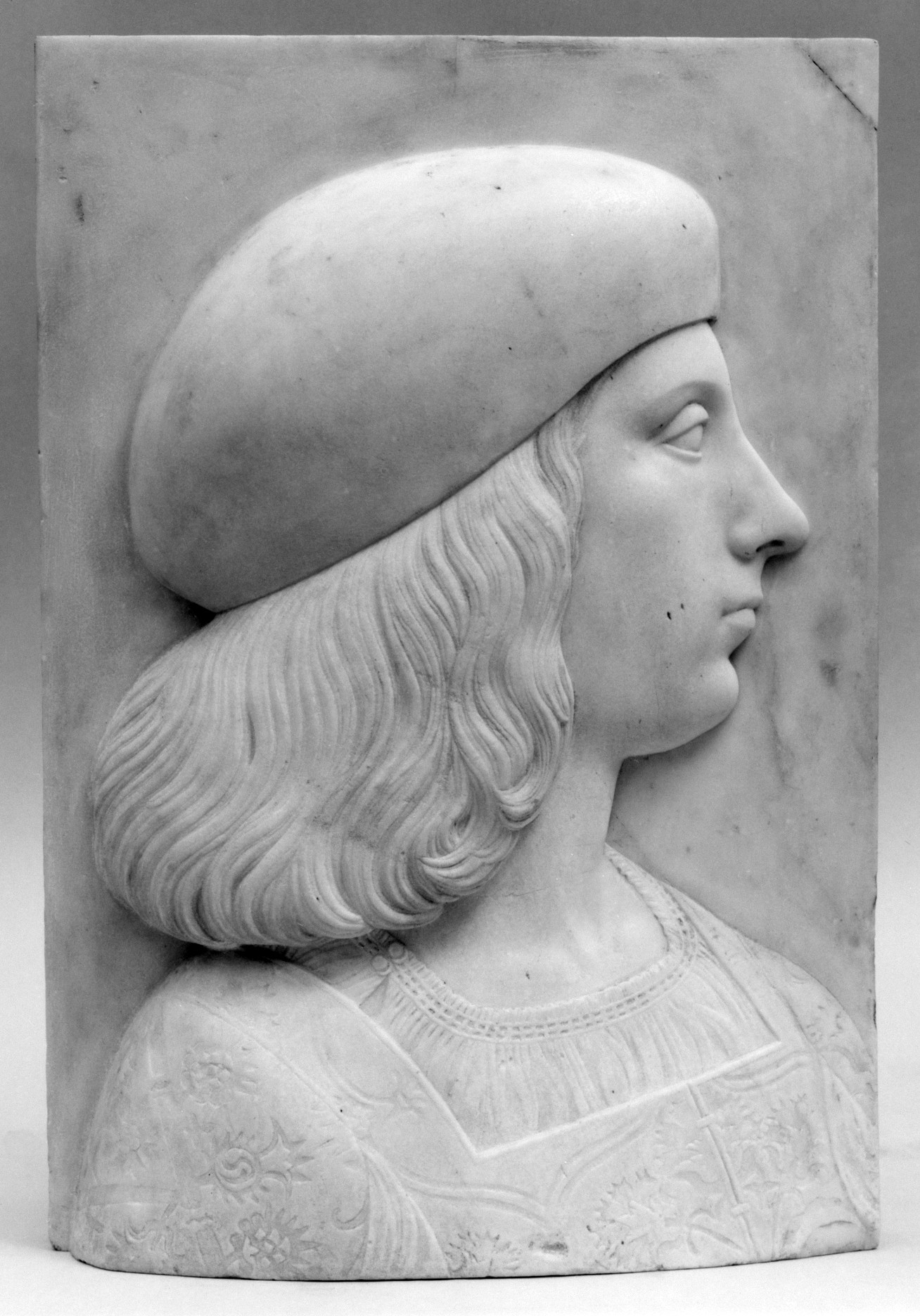
Ritratto di giovane patrizio
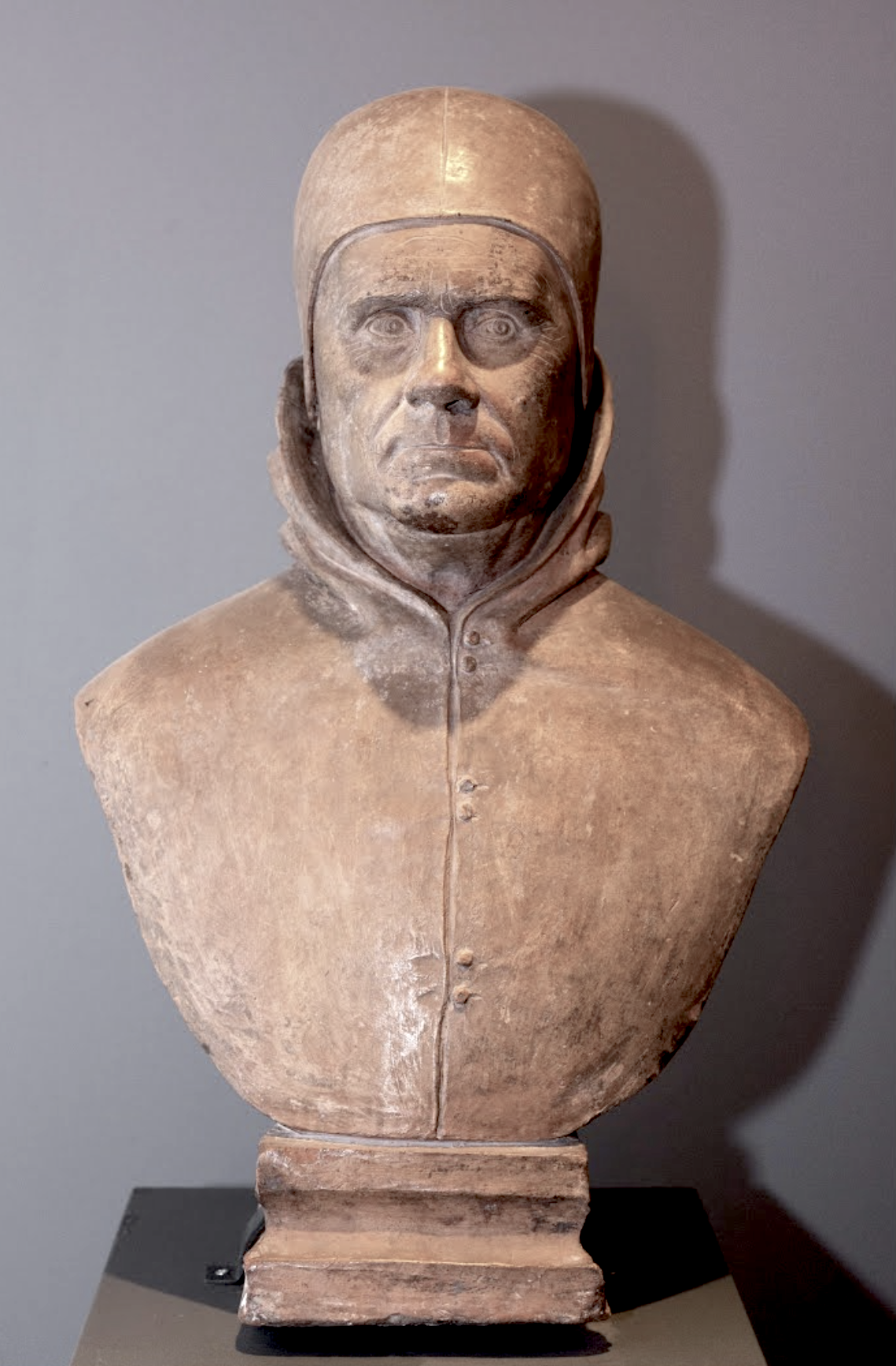
Busto di Giulio II